# 펠라고사우루스

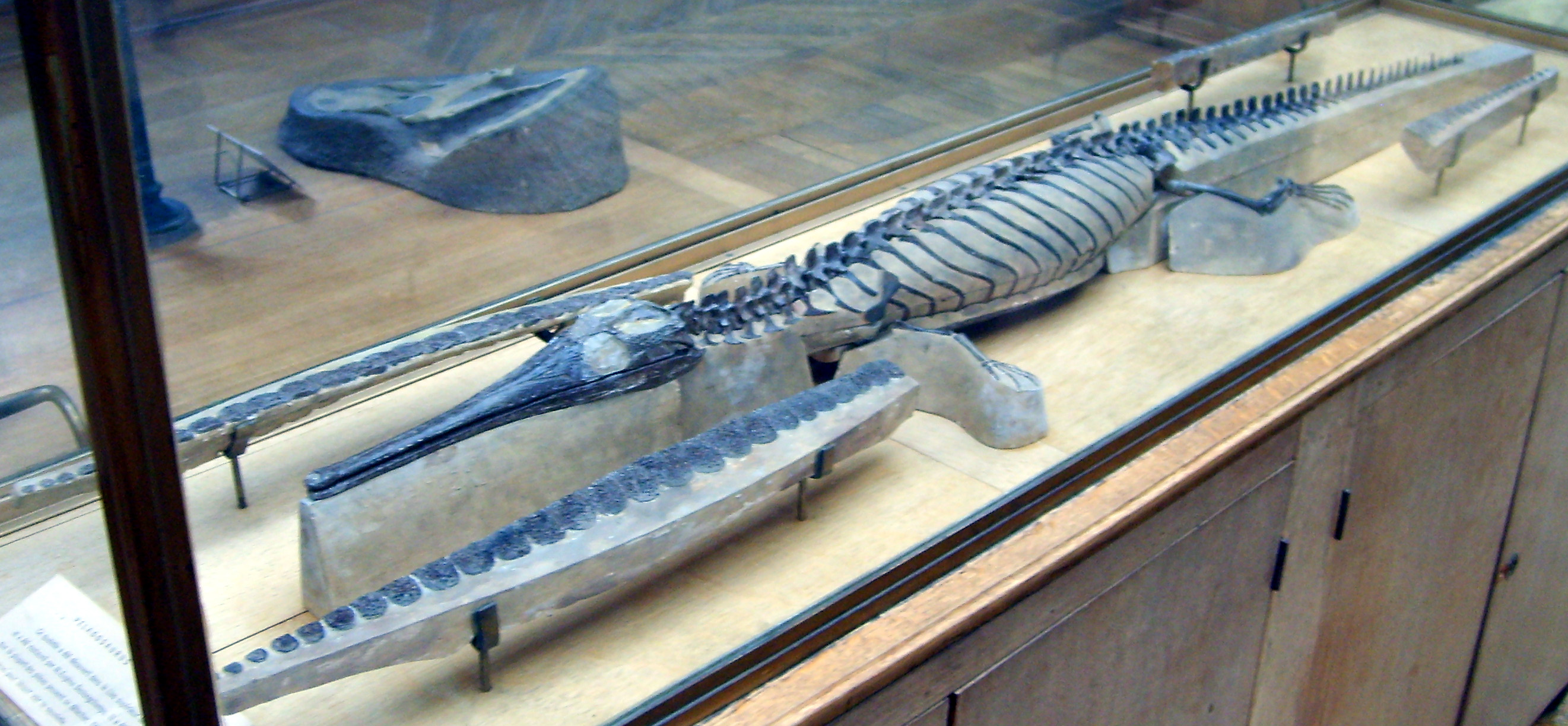

펠라고사우루스(학명:Pelagosaurus typus)는 악어목 텔레오사우루스과에 속하는 악어이다. 지금은 멸종된 악어로 몸길이가 3m인 거대한 악어에 속한다.

## 특징
펠라고사우루스는 바다에서의 수생 생활에 잘 적응한 종으로 바다악어 중에 하나이다. 이름의 뜻은 열린 바다의 도마뱀이란 뜻을 가진다. 긴 유선형의 주둥이와 지느러미와 같은 속성이 있는 꼬리를 가지고 있으며 당시의 지금보다 따듯했던 바다에서 수영하는 데에 있어 효율적인 기능을 하는 팔과 다리를 가지고 있다. 전방을 향한 눈과 유선형의 몸은 펠라고사우루스가 청소 동물이 아닌 먹이를 직접 사냥하는 포식자로 살았다는 것을 증명하며 이는 현대의 악어와 비슷한 특징을 가짐을 시사한다. 수병 구조가 약간 민첩했지만 꼬리를 좌우로 채찍질하면서 훨씬 비슷한 방식으로 수영하는 것이 가능했다. 펠라고사우루스는 알을 낳거나 잠시 휴식을 취하기 위해서 해변으로 나온 것이며 이는 잠시 물에서 나와 잠시 일광욕을 했던 것으로 추정되고 그외에는 평생을 바다에서 보냈을 것으로 보인다. 다른 악어에 비교해선 비교적 작은 먹이를 먹었을 것으로 추정되며 30개의 작은 이빨과 입의 구조 상으론 큰 먹이를 사냥하는 데엔 부적합했을 것으로 추정된다. 먹이로는 당대에 서식하던 물고기, 갑각류, 곤충 등을 잡아먹고 살았던 육식성의 악어로 추정된다.

## 생존시기와 서식지와 화석의 발견
펠라고사우루스가 생존하던 시기는 중생대의 쥐라기 초기로 지금으로부터 2억년전~1억 8000만년전에 살았던 악어이다. 생존하던 시기에는 유럽의 대서양에서 주로 서식했을 것으로 추정이 된다. 화석의 발견은 1841년에 서유럽의 쥐라기에 형성된 지층에서 고생물학자들에 의해 처음으로 발견이 되었으며 화석이 발견된 국가는 프랑스, 독일, 스위스 등이 있다.

## 같이 보기
- 악어
- 중생대
- 쥐라기
- 파충류
- 화석